# Dag Otto Lauritzen
Dag Otto Lauritzen, né le 12 septembre 1956 à Grimstad, est un coureur cycliste norvégien professionnel de 1984 à 1994. Il a notamment été vainqueur d'étape lors du Tour de France le 14 juillet 1987 à Luz-Ardiden (Hautes-Pyrénées), et lors du Tour d'Espagne 1993. Il a également été médaillé de bronze de la course en ligne des Jeux olympiques de 1984 avant de devenir professionnel. 
En 2007, il participe à la 3e saison de Skal vi danse?, la version norvégienne de Danse avec les stars. 
Depuis 2011, il est responsable des programmes sportifs pour la chaine TV2, où il bénéficie d'un taux d'écoute salué à maintes reprises, ayant généré un fort regain d'intérêt pour le cyclisme en Norvège. Il suit régulièrement le Tour de France pour le compte de cette chaine depuis plusieurs années.

## Palmarès
- 1982
  - 2e du championnat des Pays nordiques sur route
- 1983
  - Champion des Pays nordiques sur route
  -  Champion de Norvège du contre-la-montre par équipes
  - Ringerike Grand Prix
  - Roserittet DNV Grand Prix
- 1984
  - Champion des Pays nordiques sur route
  -  Champion de Norvège sur route
  - 9e étape du Tour d'Autriche
  -  Médaillé de bronze de la course en ligne aux Jeux olympiques
- 1985
  - Grand Prix de Peymeinade
  - 2e du Grand Prix d'Antibes
- 1986
  - 7e étape du Tour de Suède
  - 3e du Tour du Haut-Var
  - 3e du championnat des Pays nordiques sur route
- 1987
  - 14e étape du Tour de France
  - Grand Prix de Francfort
  - Redlands Bicycle Classic
    - Classement général
    - 1re, 2e et 3e (contre-la-montre par équipes) étapes

  - 7e de la Flèche wallonne
  - 7e du Championnat de Zurich
- 1988
  - 2e du CoreStates USPRO Championship
  - 7e de l'Amstel Gold Race
- 1989
  - Tour de Trump
  - 3e du Tour des Flandres
- 1990
  -  Champion de Norvège du contre-la-montre
  - 3e du Trophée Baracchi (avec Sean Yates)
- 1991
  - Ringerike Grand Prix
- 1992
  - Ringerike Grand Prix
  - Tour de Norvège :
    - Classement général
    - 2e, 3e et 4e étapes
- 1993
  - 1re étape des Trois Jours de La Panne
  - 3e étape du Tour de Grande-Bretagne
  - 15e étape du Tour d'Espagne
  - 7e du championnat du monde sur route

## Résultats sur les grands tours

### Tour de France
8 participations
- 1986 : 34e
- 1987 : 39e, vainqueur de la 14e étape
- 1988 : 34e
- 1989 : non-partant (5e étape)
- 1990 : 56e
- 1991 : non-partant (19e étape)
- 1993 : 90e
- 1994 : 50e

### Tour d'Italie
2 participations
- 1988 : abandon
- 1989 : 64e

### Tour d'Espagne
2 participations
- 1993 : 48e, vainqueur de la 15e étape
- 1994 : 64e